# Michel Auger
Ne pas confondre avec le journaliste politique et chroniqueur Michel C. Auger.
Pour les articles homonymes, voir Auger et Michel Auger (homme politique).
Michel Auger, né le 27 juin 1944 à Shawinigan, au Québec, et mort le 1er novembre 2020 à Montréal, est un ancien journaliste québécois spécialisé dans les affaires criminelles. Il est devenu une vedette médiatique lorsqu'il a été victime d'une tentative de meurtre en pleine rue de Montréal le 13 septembre 2000.

## Biographie
Il a débuté au quotidien de Trois-Rivières Le Nouvelliste en 1964, puis a continué à Métro-Express et à la station de radio CKVL. Lorsqu'il s'établit à Montréal, il travaille pour le journal Montréal-Matin.
De 1968 à 1979, il est journaliste à La Presse. Il est ensuite réalisateur délégué de l'émission télévisée d'information publique The Fifth Estate pour CBC de 1979 à 1984.
À partir de 1984, il est journaliste au Journal de Montréal, suivant l'actualité du monde criminel, Hells Angels et mafia en tête. 
Il est récipiendaire du Prix de la libre expression décerné en 2000 par l'Union internationale de la presse francophone (UPF) pour avoir, « dans un environnement difficile, maintenu son indépendance malgré les atteintes à sa personne ».
Au Canada comme à l'étranger, il est considéré comme l'un des meilleurs journalistes en ce qui concerne les criminels du Canada.
Michel Auger est mort le 1er novembre 2020 à l'hôpital du Sacré-Cœur de Montréal à la suite d'une pancréatite aiguë,,.

## Carrière

### Attentat du 13 septembre 2000
Le 13 septembre 2000, Auger est victime d'une tentative de meurtre dans le stationnement du Journal de Montréal, situé au 4545 rue Frontenac, dans l'est de Montréal. Alors qu'il ouvre le coffre de sa voiture vers 10h56, un individu tire plusieurs fois sur lui à courte distance. Atteint par cinq projectiles, Auger parvient à composer lui-même le 911. Les policiers et les ambulanciers arrivent sur place en moins de deux minutes et le transportent à l'Hôpital général de Montréal, où son état est jugé sérieux mais stable après une intervention chirurgicale,,. Les enquêteurs le placent sous un faux nom à l'hôpital pour assurer sa sécurité.
L'attaque survient au lendemain de la publication d'une série d'articles signés par Auger sur les règlements de comptes liés au crime organisé et aux motards criminalisés, notamment des Hells Angels et des Rock Machine,,, alors que la guerre des motards fait rage au Québec. Une source policière indique alors que l'attentat présente des caractéristiques associées à ce milieu. Selon les informations fournies aux policiers par Auger, le tireur l'interpelle avant d'ouvrir le feu, et trois caméras de sécurité surplombant le stationnement enregistrent la scène. Le Service de police de la Communauté urbaine de Montréal (SPCUM) retrouve peu après la voiture utilisée pour la fuite et saisit l'arme du crime ainsi qu'un mégot contenant l'ADN du suspect, un jeune homme lié aux Hells Angels mais jamais accusé faute de preuve suffisante,.
En décembre 2000, des enquêteurs révèlent qu'une employée d'un mandataire de la Société de l'assurance automobile du Québec, proche des Hells Angels, consulte illégalement les fichiers de l'organisme pour obtenir des renseignements sur Auger et sur des membres du crimes organisés quelques mois avant l'attentat. Deux autres employés sont ensuite condamnés pour avoir vendu des informations personnelles aux motards, dont l'adresse du journaliste.
Quelques semaines après l'événement, Michel Auger reçoit la médaille de l'Assemblée nationale pour son courage et son refus du silence.
Auger avait déjà été la cible de menaces et d'un complot visant à l'assasiner. En 1994, des écoutes policières avaient permis de découvrir un plan visant à l'abattre, ce qui avait conduit les enquêteurs à déjouer l'opération et à placer le journaliste sous surveillance rapprochée pendant plusieurs semaines.

## Sources
- Courte biographie
- Article sur le journaliste